# Agro nolain
L'Agro nolain (en italien Agro nolano) est un territoire en Campanie, partagé entre la province de Naples et celle d'Avellino. 
Le nom vient de la ville de Nola, « chef lieu » de ce territoire.

## Histoire
Après les guerres sannitiques, Nola devient fidèle de Rome.

## Communes de l'Agro nolano
Les communes qui composent le territoire de l'Agro nolain sont au nombre de 40, dont 27 se trouvent dans la province de Naples et 13 dans celle d'Avellino.
| Communes                | Province |
| Nola                    | NA       |
| Avella                  | AV       |
| Baiano                  | AV       |
| Brusciano               | NA       |
| Camposano               | NA       |
| Carbonara di Nola       | NA       |
| Casamarciano            | NA       |
| Castello di Cisterna    | NA       |
| Cicciano                | NA       |
| Cimitile                | NA       |
| Comiziano               | NA       |
| Domicella               | AV       |
| Lauro                   | AV       |
| Liveri                  | NA       |
| Mariglianella           | NA       |
| Marigliano              | NA       |
| Marzano di Nola         | AV       |
| Moschiano               | AV       |
| Mugnano del Cardinale   | AV       |
| Ottaviano               | NA       |
| Pago del Vallo di Lauro | AV       |
| Palma Campania          | NA       |
| Poggiomarino            | NA       |
| Quadrelle               | AV       |
| Quindici                | AV       |
| Roccarainola            | NA       |
| San Gennaro Vesuviano   | NA       |
| San Giuseppe Vesuviano  | NA       |
| San Paolo Bel Sito      | NA       |
| San Vitaliano           | NA       |
| Saviano                 | NA       |
| Scisciano               | NA       |
| Sirignano               | AV       |
| Somma Vesuviana         | NA       |
| Sperone                 | AV       |
| Taurano                 | AV       |
| Terzigno                | NA       |
| Tufino                  | NA       |
| Visciano                | NA       |